# Het Fluitketeltje en andere versjes
Het Fluitketeltje en andere versjes is een versjesbundel van de Nederlandse schrijfster Annie M.G. Schmidt uit 1950.
De tekeningen in het boekje werden gemaakt door Wim Bijmoer. De bundel bevat onder meer beroemde versjes als Het beertje Pippeloentje, Dikkertje Dap en het gelijknamige Het Fluitketeltje. De bundel werd al snel als vernieuwend voor de kinderpoëzie beschouwd. De versjes zijn door Paul Christiaan van Westering op muziek gezet en door diverse kinderkoren op plaat uitgebracht onder dezelfde titel. De bekendste versie is die van de Leidse Sleuteltjes.